# Nuoto ai XVI Giochi del Mediterraneo - 50 metri farfalla maschili

## Record
Prima di questa competizione, il record del mondo (WR) e il record dei Giochi del Mediterraneo (GR) erano i seguenti:
|    | 22"43 | Rafael Muñoz Pérez Spagna  | 5 aprile 2009 Malaga, Spagna   |
| GR | 24"30 | Frédérick Bousquet Francia | 27 giugno 2005 Almería, Spagna |

Durante l'evento il croato Mario Todorović ha migliorato il record dei Giochi sia in batteria che in finale:
| Data      | Evento      | Atleta          | Nazione | Tempo | Record |
| --------- | ----------- | --------------- | ------- | ----- | ------ |
| 30 giugno | 1ª batteria | Mario Todorović | Croazia | 23"67 | GR     |
| 30 giugno | Finale      | Mario Todorović | Croazia | 23"61 | GR     |

## Batterie
Martedì 30 giugno, alle ore 10:30 CEST, si sono svolte 3 batterie di qualificazione.
| #  | Batteria | Corsia | Atleta                 | Nazionalità          | Tempo | Note |
| -- | -------- | ------ | ---------------------- | -------------------- | ----- | ---- |
| 1  | 1        | 4      | Mario Todorović        | Croazia              | 23"67 | GR   |
| 2  | 1        | 5      | Ivan Lendjer           | Serbia               | 23"83 | Q    |
| 3  | 3        | 5      | Mattia Nalesso         | Italia               | 23"98 | Q    |
| 4  | 2        | 3      | Peter Mankoč           | Slovenia             | 24"00 | Q    |
| 4  | 2        | 4      | Paolo Facchinelli      | Italia               | 24"00 | Q    |
| 6  | 1        | 3      | Alexei Puninski        | Croazia              | 24"27 | Q    |
| 7  | 3        | 4      | Romain Sassot          | Francia              | 24"28 | Q    |
| 8  | 2        | 6      | Alexandre Bakhtiarov   | Cipro                | 24"55 | Q    |
| 9  | 1        | 6      | Onur Uras              | Turchia              | 24"65 |      |
| 10 | 3        | 3      | Alex Villaecija Garcia | Spagna               | 24"67 |      |
| 11 | 3        | 6      | Apostolos Tsagkarakis  | Grecia               | 24"73 |      |
| 12 | 3        | 2      | Goksu Bicer            | Turchia              | 24"84 |      |
| 13 | 2        | 5      | Stefanos Dimitriadis   | Grecia               | 24"85 |      |
| 14 | 2        | 2      | Ensar Hajder           | Bosnia ed Erzegovina | 25"65 |      |
| 15 | 2        | 7      | Pietro Paolo Camilloni | San Marino           | 25"96 |      |
| 16 | 1        | 2      | Bilal Achalhi          | Marocco              | 25"99 |      |
| 17 | 3        | 1      | Endi Babi              | Albania              | 26"47 |      |
| 18 | 1        | 1      | Eros Qama              | Albania              | 27"05 |      |
| 19 | 3        | 7      | Georges Fatoul         | Libano               | 27"91 |      |
| 20 | 2        | 1      | Sofyan El Gadi         | Libia                | 28"45 |      |
| 21 | 1        | 7      | Nadim Barakat          | Libano               | 28"57 |      |

## Finale
La finale, che si svolge martedì 30 giugno alle ore 18:12, viene vinta dal croato Mario Todorović che stabilisce il nuovo record dei Giochi con il tempo di 23"61.
| Posizione | Corsia | Atleta               | Paese    | Tempo | Note |
| --------- | ------ | -------------------- | -------- | ----- | ---- |
|           | 4      | Mario Todorović      | Croazia  | 23"61 | GR   |
|           | 5      | Ivan Lendjer         | Serbia   | 23"65 |      |
|           | 3      | Mattia Nalesso       | Italia   | 23"81 |      |
| 4         | 6      | Paolo Facchinelli    | Italia   | 23"83 |      |
| 5         | 2      | Peter Mankoč         | Slovenia | 23"93 |      |
| 5         | 7      | Alexei Puninski      | Croazia  | 23"93 |      |
| 7         | 1      | Romain Sassot        | Francia  | 24"14 |      |
| 8         | 8      | Alexandre Bakhtiarov | Cipro    | 24"57 |      |